# Stephan Klotz

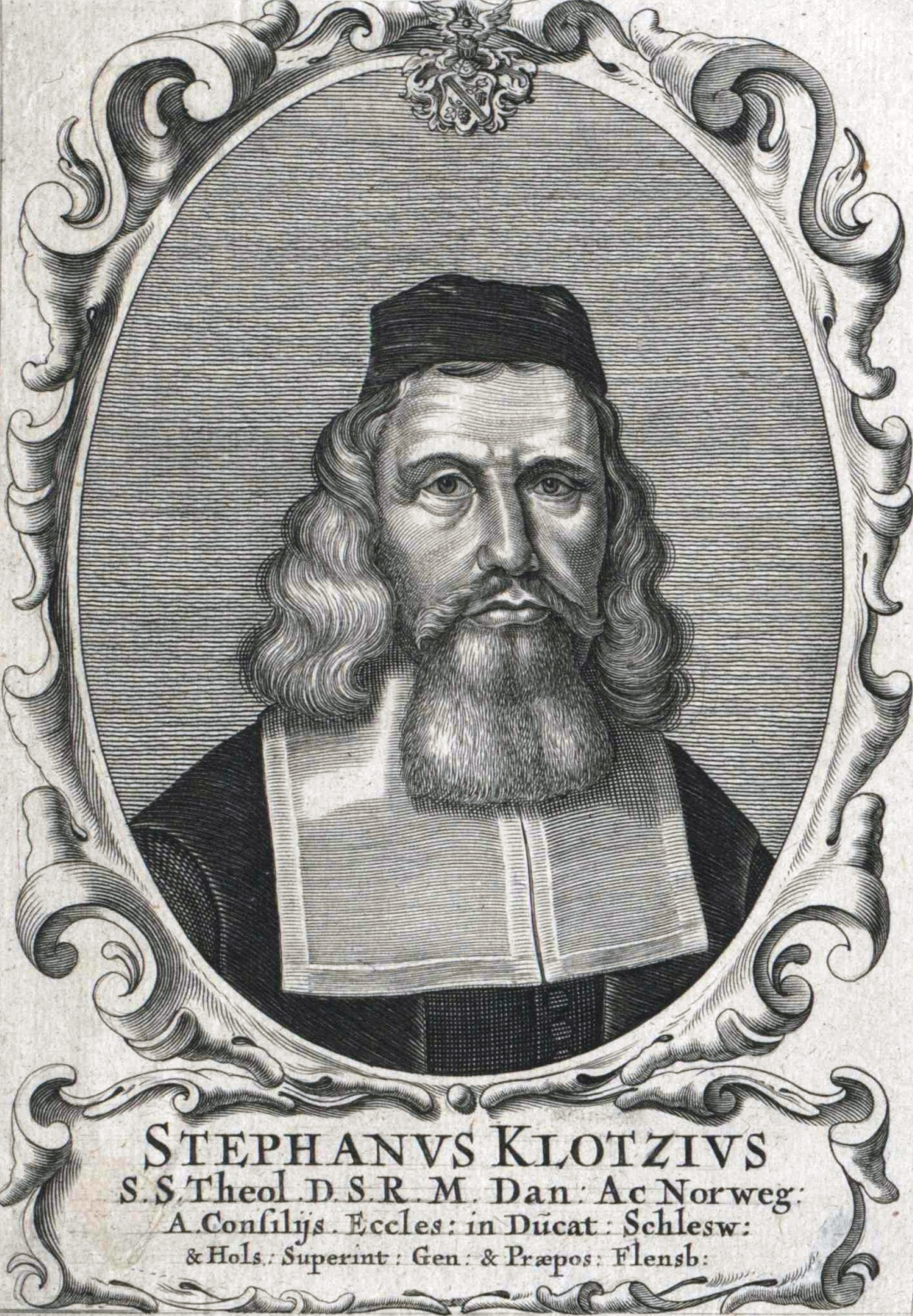
Stephan Klotz

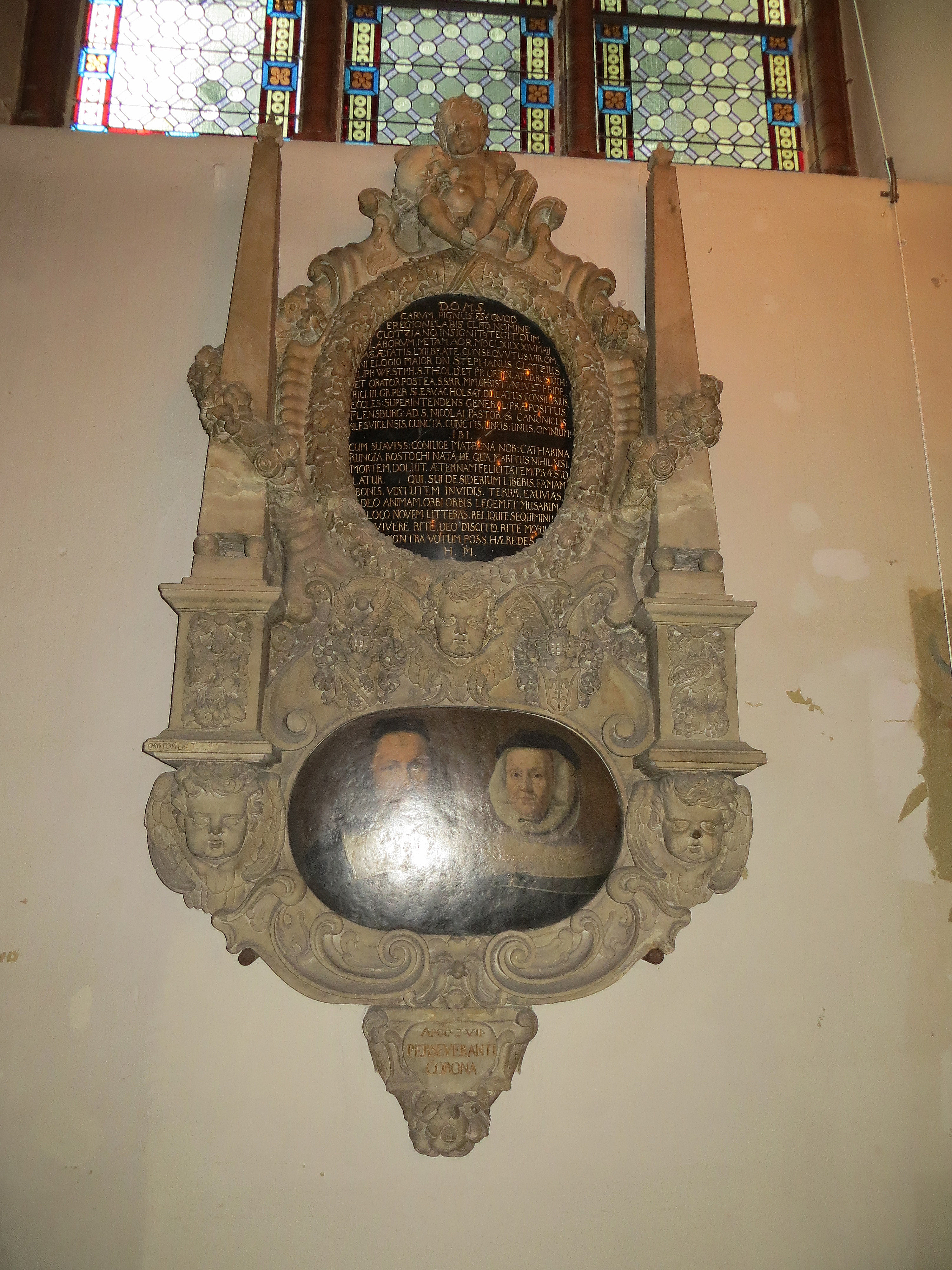
Epitaph in der Nikolaikirche Flensburg

Stephan Klotz (* 13. September 1606 in Lippstadt; † 13. Mai 1668 in Flensburg) war ein deutscher evangelisch-lutherischer Professor für Theologie und von 1636 bis 1668 Generalsuperintendent der königlichen Anteile der Herzogtümer Schleswig und Holstein.

## Leben

### Familie und Studium
Stephan Klotz war ein Sohn des gleichnamigen Pastors der Marienkirche in Lippstadt aus dem Patriziergeschlecht Klotz. Er hatte einen jüngeren Bruder Volrad (1610–1666), der Pastor in Lippstadt wurde. Der Vater starb bereits 1612. Seine Mutter heiratete in zweiter Ehe den Nachfolger ihres ersten Mannes, damals die übliche Form der Pfarrwitwenversorgung. Sie starb 1635.
Stephan Klotz absolvierte die Lippstädter Lateinschule in einem halben Jahr und besuchte von 1616 bis 1621 das Gymnasium zu Soest. Da er als noch zu jung für das Studium galt, bildete er sich autodidaktisch fort. Neben der Philosophie galt sein Interesse vor allem der Medizin. Trotzdem begann er nach dem väterlichen Vorbild 1625 das Theologiestudium in Marburg bei Balthasar Mentzer und Justus Feuerborn, beides Vertreter der lutherischen Orthodoxie. Sein Studienfreund dort war Johann Conrad Dannhauer. Ab Januar 1627 setzte er sein Studium in Rostock fort. Hier wurde er 1628 Magister artium und hielt als Privatdozent Vorlesungen.
Nachdem Klotz eine Disputation mit einem Jesuiten geführt hatte, die Aufsehen erregte, weil der Jesuit unter Begleitung kaiserlicher Soldaten auftrat, um seinen jungen Gegner einzuschüchtern, wurde Klotz 1630 ohne Probepredigt als Archidiakon an St. Peter in Rostock eingesetzt. Im selben Jahr heiratete er Catharina Runge (1604–1666), die Tochter eines Rostocker Kaufmanns und Witwe seines Amtsvorgängers Joachim Engelbrecht. Der einzige Sohn Stephan Klotz wurde Landschreiber in Dithmarschen, die Töchter heirateten Pastoren, Agneta Andreas Hoyer, Pastor in Itzehoe und ab 1678 Propst der Herrschaft Pinneberg, Sophia Gregorius Michaelis, Pastor in Esgrus und später Generalsuperintendent der Grafschaft Oldenburg, und die dritte Tochter Propst Johannes Jebsen in Rendsburg.

### Generalsuperintendent
Im September 1632 wurde Klotz zum Professor für Theologie in Rostock ernannt, im Wintersemester 1633 zum Rektor gewählt und im April 1635 zum Dr. theol. promoviert. Ein Jahr später wurde Klotz von König Christian IV. zum Generalsuperintendenten für den königlichen Anteil der Herzogtümer Schleswig und Holstein nach Flensburg berufen. 1639 wurde er Propst und Pastor an der dortigen Nikolaikirche.
Stephan Klotz gilt als bedeutendster Reformer der vorpietistischen Zeit in Schleswig-Holstein. Er verfügte die Einführung des Hochdeutschen als Kirch- und Schulsprache. Bereits im Jahr seines Amtsantritts als Flensburger Propst verbot er den Pastoren, auf plattdeutsch zu predigen. Alleinige Geltung in der Kirche sollte Martin Luthers Bibelübersetzung haben, weshalb Klotz als strenger Anhänger der lutherischen Orthodoxie neben Luthers Dialekt keine andere Sprache dulden wollte. 1650 wurde dieses Verbot auf das ganze königliche Gebiet der Herzogtümer ausgeweitet. Auch in den Schulen wurde der Gebrauch niederdeutscher Bücher untersagt. Adam Olearius übersetzte daraufhin die niederdeutsche Agende ins Hochdeutsche. Dieser Erlass trug mit zur Verdrängung der niederdeutschen Sprache aus dem öffentlichen Leben in Schleswig-Holstein bei. In den dänischsprachigen Gebieten Nordschleswigs blieb dagegen Dänisch als Kirchensprache bestehen.
1646 erließ König Christian IV. die von Klotz ausgearbeitete Kirchen- und Schulkonstitution. Es war das erste Gesetz, das Schulpflicht zum Inhalt hatte. Auch die Konfirmation wurde mit dieser Ordnung eingeführt. Eine darauf aufbauende Volksschulverordnung für ganz Schleswig-Holstein blieb 1651 im Entwurfstadium stecken. 1647 wurde unter seinem Einfluss die Konkordienformel im ganzen Land angenommen. Klotz bemühte sich auch um die Verbesserung der wissenschaftlichen Bildung der Pastoren, verfasste selbst aber kaum wissenschaftliche Werke. Auch an den dogmatischen Streitigkeiten seiner Zeit wie etwa der Auseinandersetzung um Georg Calixt beteiligte er sich nicht. Den Wedeler Dichter Johann Rist nahm er dagegen vor Anfeindungen wegen angeblich fehlender Rechtgläubigkeit in Schutz.

### Auseinandersetzungen
Nur in dem Fall des Holger Rosenkrantz, der von den Professoren der Universität Kopenhagen wegen seines angeblich unlutherischen Verständnisses der lutherischen Rechtfertigungslehre angegriffen wurde, ergriff er gegen diesen Partei. Rosenkrantz (1574–1642) aus einem alten dänischen Adelsgeschlecht und Mitglied im Reichsrat war der wohl bedeutendsten dänischen Theologen. Er hatte 1636 eine Schrift veröffentlicht, in der er ein Leben nach dem Vorbild Jesu Christi als notwendig für die ewige Seligkeit erklärte. Für strenge Lutheraner galt das als Widerspruch zur sola fide-Lehre, nach der der Mensch keinen Beitrag zu seiner Rechtfertigung leisten kann. Ebenso wie der Theologieprofessor Jesper Rasmussen Brochmand legte Klotz König Christian IV. eine Schrift gegen Rosenkrantz vor, in der Rosenkrantz des Sozinianismus bezichtigt wurde.
Klotz diente König Friedrich III. auch als Ratgeber, wenn auch nicht immer erfolgreich. 1657 riet er ihm zum Krieg gegen Schweden. Der Krieg führte jedoch zur Besetzung Dänemark und endete mit dem für Dänemark sehr nachteiligen Frieden von Roskilde. Klotz floh außer Landes. In dieser Zeit verwaltete der noch nicht ordinierte junge Magister Friedrich Breckling sein Flensburger Pastorat. Breckling erlebte die Zustände in der schleswig-holsteinischen Kirche als nicht seinen pietistischen Idealen entsprechend. 1660 sandte er, inzwischen Hilfsprediger bei seinem Vater, Pastor Johannes Breckling in Handewitt, dem König eine Schrift, in der er die Missstände des damaligen Kirchenwesens anprangerte und die Pastoren der Schuld an der zunehmenden Unchristlichkeit seiner Zeit und der Kriege bezichtigte. Klotz verfügte daraufhin Becklings fristlose Entlassung. Wegen der Maßlosigkeit von Brecklings Angriffen fand er damit die Zustimmung der meisten seiner Zeitgenossen.
1668 erhielt Klotz vom König einen Ruf als Kirchenrat nach Kopenhagen. Während der Vorbereitungen auf die Abreise verstarb er. Wenige Wochen zuvor hatte er am 7. April eine zweite Ehe mit Maria, der Witwe des Glückstädter Juristen Christian Tode, geschlossen. Seine polyglotte Erklärung der Sonntags-Evangelien wurde erst nach seinem Tod veröffentlicht. Der Erklärung der Evangelientexte ist der Textabschnitt jeweils in Altgriechisch, Syrisch, Latein (Vulgata), Französisch, Italienisch, Spanisch, Englisch und "Belgisch" vorausgestellt.

## Werke
- De deo et attributis divinis. Rostock 1630
- De Angelolatria. 1636
- Postilla sacramentalis ab amicis dicta polyglotta. Das ist: Erklärung der Sonntags-Evangelien durchs ganze Jahr ... Glückstadt 1668